# NGC 1520
NGC 1520 este o galaxie situată în constelația Platoul. A fost descoperită în 8 noiembrie 1836 de către John Herschel.